# Майя (село)
Ма́йя (якут. Майа) — село в Мегино-Кангаласском улусе Якутии. В 1930—2007 гг. было центром Мегино-Кангаласского района (улуса).

## История и описание
Расположено в центральной части района, в 52 км к юго-востоку от Якутска по автодороге «Амга».
Население — 7287 чел. (2010), в основном якуты.
Село основано в 1902 году. В 1930 году стало центром вновь образованного Мегино-Кангаласского района Якутской АССР, который объединил в себе Мегинский и Восточно-Кангаласский улусы. Организация районного центра в селе Майя способствовала становлению и ускорению процессов индустриализации села. За годы Советской власти Майя стала одним из крупных сёл, промышленных, культурных и административных центров заречной группы районов.
В 2007 году административный центр Мегино-Кангаласского улуса был перенесён из Майи в Нижний Бестях.
В селе — мясо-молочное производство, предприятия местной промышленности.
Является культурным центром улуса. Имеются Дом культуры, народный театр, музей Трудовой славы, средние общеобразовательные и музыкальная школы, гимназия (лицей), детсады, учреждения здравоохранения, торговли и бытового обслуживания, стадион. Выходит газета «Эркээйи». В Майе находится главный почтамт заречной группы районов (улусов). Работают три федеральных сотовых оператора. Имеется Интернет по технологии ADSL и GPON. Банкоматы: Сбербанк России, Россельхозбанк, Алмазэргиенбанк, Почта Банк.

## Климат
- Среднегодовая температура воздуха — −6,4 °C
- Относительная влажность воздуха — 66,4 %
- Средняя скорость ветра — 2,8 м/с

| Среднесуточная температура воздуха Майи по данным NASA | Среднесуточная температура воздуха Майи по данным NASA | Среднесуточная температура воздуха Майи по данным NASA | Среднесуточная температура воздуха Майи по данным NASA | Среднесуточная температура воздуха Майи по данным NASA | Среднесуточная температура воздуха Майи по данным NASA | Среднесуточная температура воздуха Майи по данным NASA | Среднесуточная температура воздуха Майи по данным NASA | Среднесуточная температура воздуха Майи по данным NASA | Среднесуточная температура воздуха Майи по данным NASA | Среднесуточная температура воздуха Майи по данным NASA | Среднесуточная температура воздуха Майи по данным NASA | Среднесуточная температура воздуха Майи по данным NASA |
| Янв                                                    | Фев                                                    | Мар                                                    | Апр                                                    | Май                                                    | Июн                                                    | Июл                                                    | Авг                                                    | Сен                                                    | Окт                                                    | Ноя                                                    | Дек                                                    | Год                                                    |
| −29,8 °C                                               | −26,1 °C                                               | −18,6 °C                                               | −6,6 °C                                                | 5,8 °C                                                 | 15,8 °C                                                | 19,3 °C                                                | 15,3 °C                                                | 5,5 °C                                                 | −8,0 °C                                                | −21,6 °C                                               | −29,4 °C                                               | −6,4 °C                                                |
| ------------------------------------------------------ | ------------------------------------------------------ | ------------------------------------------------------ | ------------------------------------------------------ | ------------------------------------------------------ | ------------------------------------------------------ | ------------------------------------------------------ | ------------------------------------------------------ | ------------------------------------------------------ | ------------------------------------------------------ | ------------------------------------------------------ | ------------------------------------------------------ | ------------------------------------------------------ |

## Население
Абсолютное большинство населения составляют якуты (90 %). Также русские (3 %), киргизы (2 %), чеченцы (3-5 %), узбеки, таджики, армяне, азербайджанцы.
| 1939  | 1959  | 1970  | 1979  | 1989  | 2002  | 2010  |
| ----- | ----- | ----- | ----- | ----- | ----- | ----- |
| 1008  | ↗2762 | ↗4552 | ↗5344 | ↗6348 | ↗7023 | ↗7288 |
| 2012  | 2013  | 2014  | 2015  | 2016  | 2017  | 2018  |
| ↘7200 | ↗7233 | ↘7184 | ↗7191 | ↗7221 | ↗7223 | ↗7228 |
| 2019  | 2020  | 2021  |       |       |       |       |
| ↘7212 | ↗7289 | ↗7322 |       |       |       |       |

## Связь и интернет
Мобильную связь и мобильный интернет предоставляют: МТС, МегаФон, Билайн, Yota. Интернет-провайдеры кабельные: Ростелеком.

## Галерея

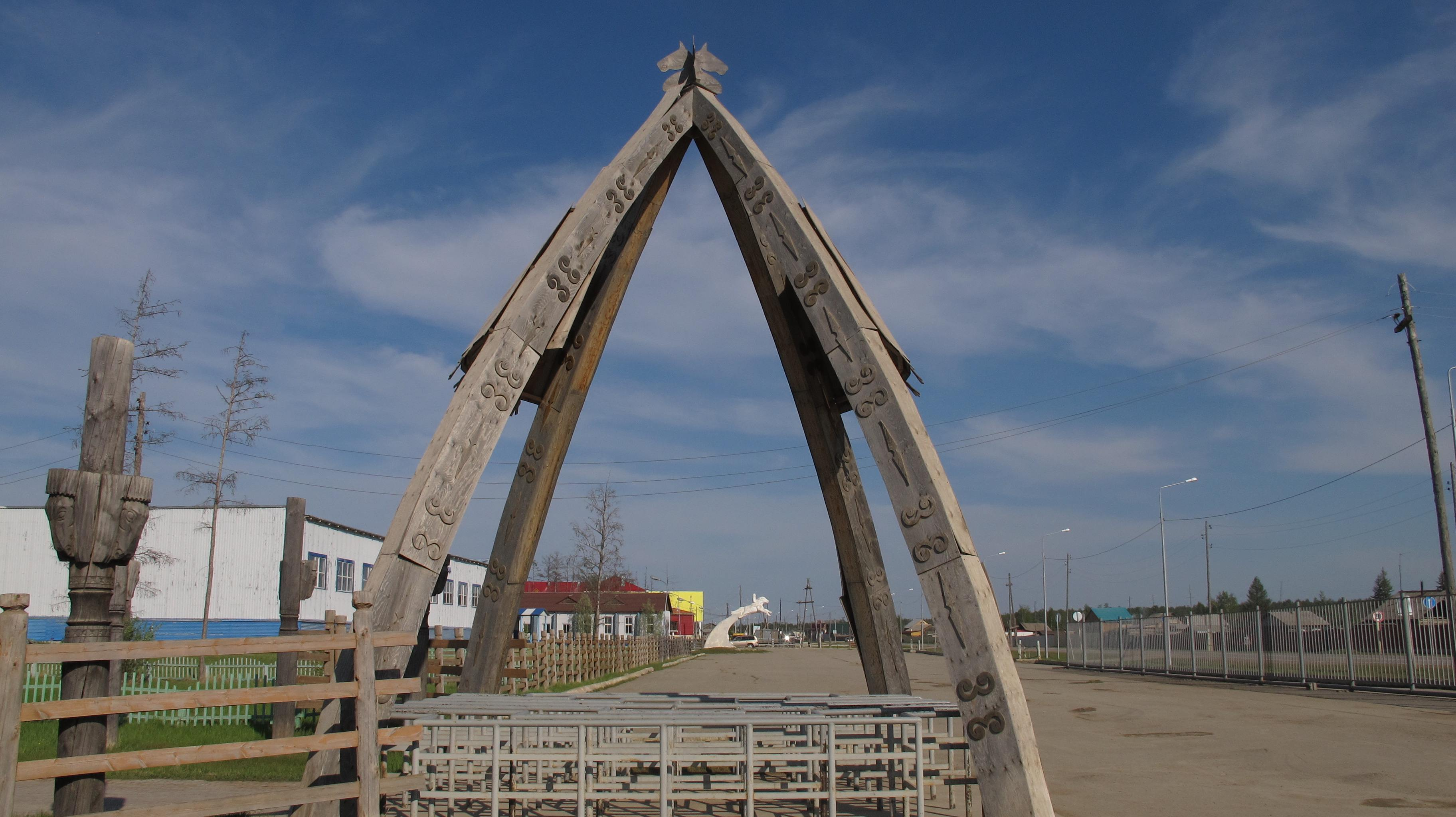
Возле стадиона
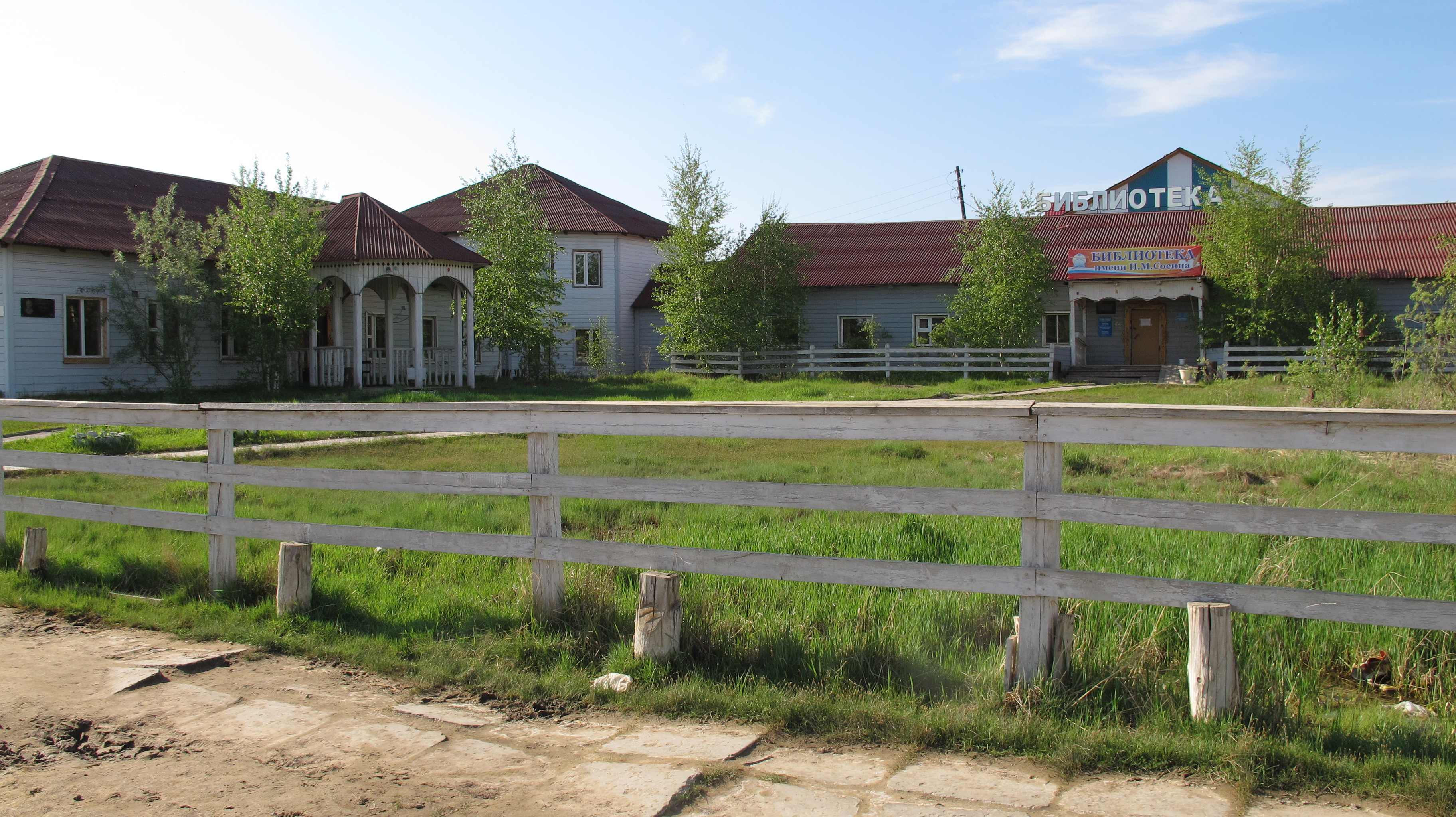
Улусная библиотека
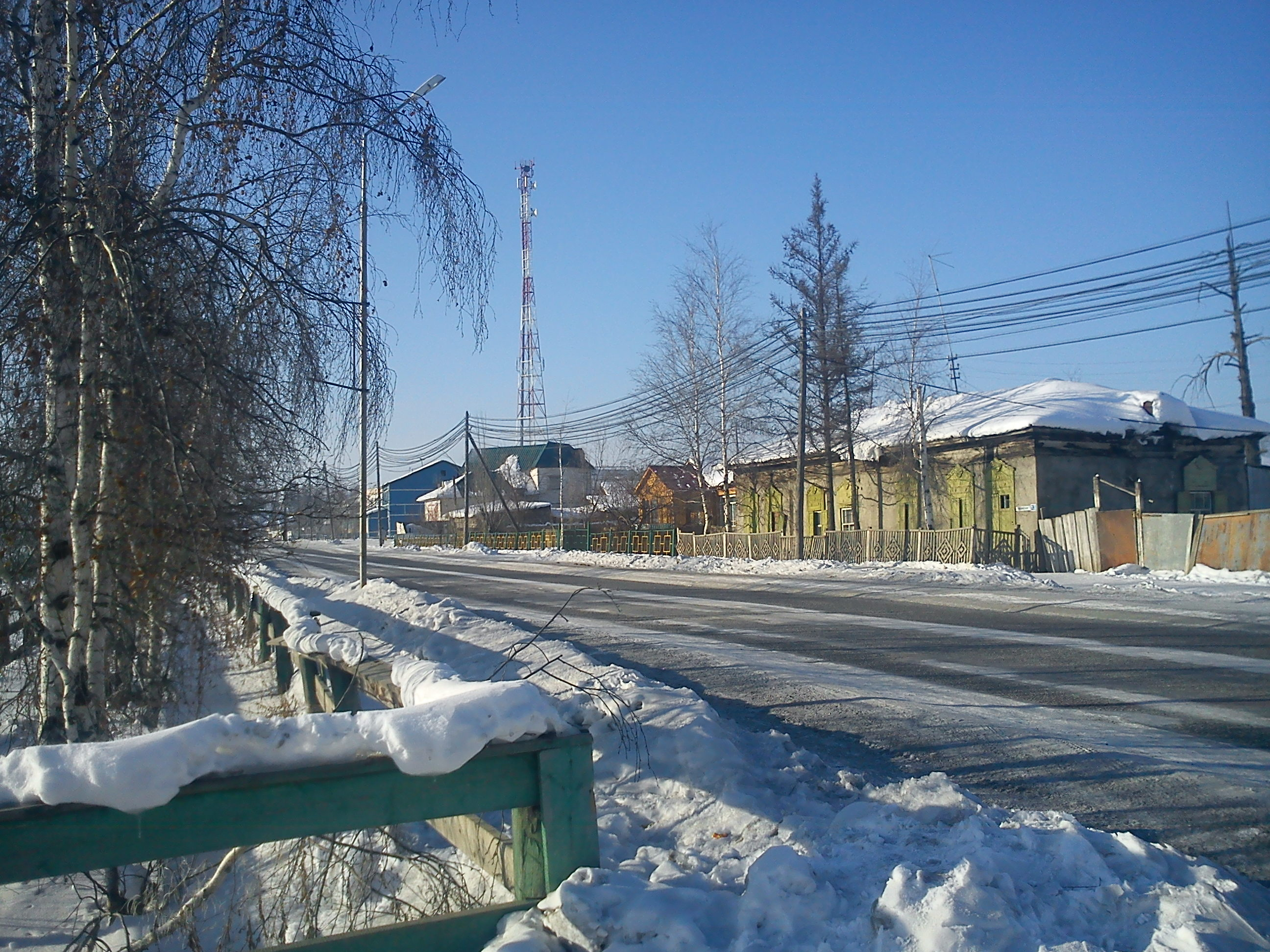
Центральная улица
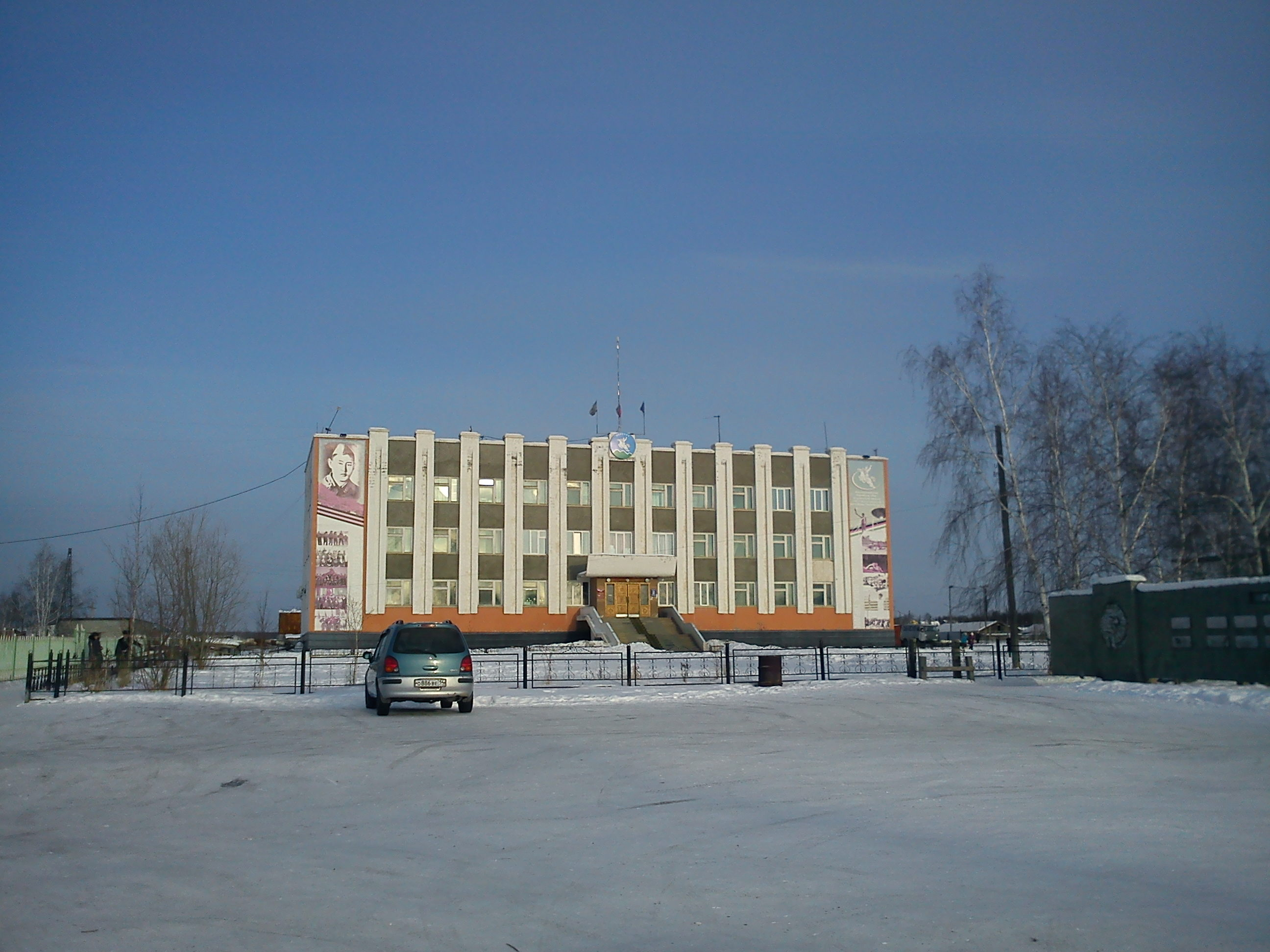
Здание администрации
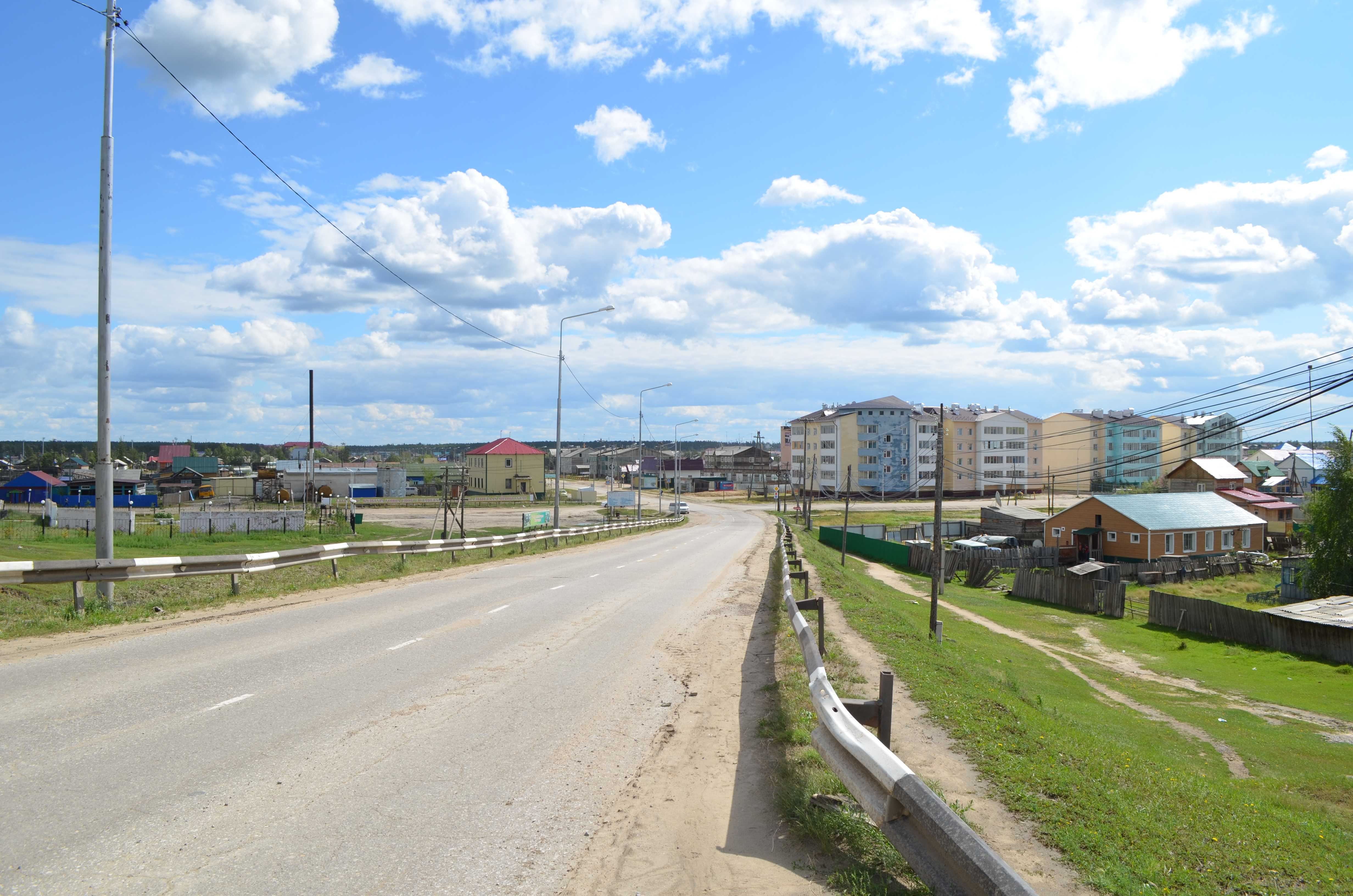
Въезд в Майю